# Timofej Ivanovitj Domanov
Timofej Ivanovitj Domanov, född 1887, död 1947 (avrättad), var en kosack, general och ataman. 
Domanov förde befäl över de kosacker som stred på den italienska sidan under andra världskriget. De bildade Fria kosackdivisionen Savojen. Domanov avrättades genom hängning i Lubjankafängelset den 16 januari 1947.